# Petrivka (Stepanivka), Rozdilna
Petrivka (în ucraineană Петрівка) este un sat în comuna Stepanivka din raionul Rozdilna, regiunea Odesa, Ucraina.

## Demografie
Componența lingvistică a localității Petrivka
     Ucraineană (68,75%)
     Rusă (21,88%)
     Română (9,38%)
Conform recensământului din 2001, majoritatea populației localității Petrivka era vorbitoare de ucraineană (68,75%), existând în minoritate și vorbitori de rusă (21,88%) și română (9,38%).